# Даніель Клугер
Даніель Клугер (при народженні Данило Мусійович Клугер) (рос. Даниил Мусеевич Клугер; 8 жовтня 1951, Сімферополь — 3 квітня 2025) — російськомовний український радянський, пізніше ізраїльський письменник-фантаст, перекладач, автор детективів та бардівських пісень.

## Біографія
Данило Клугер народився у 1951 році в Сімферополі в єврейській сім'ї. Батько майбутього письменника працював начальником цеху на м'ясокомбінаті, мати працювала у кондитерському цеху. Клугер з дитинства знав про своє національне походження, цікавився історією свого народу, а також оволодів мовою їдиш. Після закінчення школи Данило Клугер навчався на фізичному факультеті Сімферопольського державного університету. По закінченні вишу Клугер протягом 10 років працював клінічним дозиметристом в онкологічному диспансері. Після цього він перейшов на творчу роботу, у тому числі протягом 4 років був керівником кримського відділення московського видавництва «Текст». У 1994 році Данило Клугер емігрував до Ізраїлю. В Ізраїлі письменник виправив звучання свого імені на «Даніель», та продовжив літературну та видавничу діяльність. Даніель Клугер із родиною оселився у місті Реховот. Також в Ізраїлі Клугер працює в інституті «Ам а-Зікарон», який займається вивченням сімейної історії євреїв. Даніель Клугер є співробітником кількох ізраїльських російськомовних періодичних видань. Також Даніель Клугер є відомим в Ізраїлі виконавцем авторської пісні, записав сім дисків пісень під спільною назвою «Єврейські балади».

## Літературна творчість
Літературну творчість Данило Клугер розпочав у 1979 році, коли у збірці «Весняний медозбір», яка вийшла друком у видавництві «Таврія», було опубліковано його фантастичне оповідання «Трагічна смерть п. Кауфмана, комерсанта». За час свого проживання у Сімферополі Клугер був активним учасником семінарів молодих письменників-фантастів у Малєєвці, а також семінару молодих письменників-фантастів у Сімферополі, який проводила Світлана Ягупова. Данило Клугер публікував свої фантастичні твори «Знание — сила», «Вокруг света» та інших періодичних виданнях. У 1985 році він став лауреатом конкурсу на краще фантастичне оповідання до 125-річчя журналу «Вокруг света». Перша авторська книга Данила Клугера «Жорстке сонце», до якої увійшла трилогія про ватажка повстання у Боспорському царстві Савмака, вийшла друком у видавництві «Таврія» у 1988 році. Уже в своїх перших творах Клугер розпочав звертатися до історично-фантастичної тематики, у тому числі вже в 1978 році він робив спроби видати повість із історії єврейського народу «Лейзер», проте тогочасна радянська цензура не дозволила видання цього твору. Також за час проживання у Сімферополі він розпочав писати твори й на історичну тематику.
Після переїзду до Ізраїлю Клугер змінив ім'я на Даніель, та продовжив літературну діяльність. В Ізраїлі Клугер розпочав писати також і детективні твори, особливо відомим є його цикл творів про ізраїльського приватного детектива Натаніела Розовскі, найвідомішим з якого є роман «Смерть у Кесарії». Даніель Клугер також розпочав писати цикл детективних творів на альтернативно-історичні теми про розслідування злочинів відомими особами минулого, зокрема першими творами із цього циклу є написані у співавторстві з Віталієм Бабенком є романи «Двадцята симфонія Ліста» і «Четверта жертва бузку», де розслідуванням злочинів займається молодий Володимир Ульянов, у яких він показаний цинічною та аморальною людиною, яка для досягнення мети не погребує навіть загибеллю близької людини. Також Даніель Клугер є автором есе з дослідженнями з історії класичного детективу, зокрема, він висуває теорію, що прототипом Шерлока Холмса був єврей, який перебрався із Пресбурга до Лондона, Ігнаціус Пол Поллакі. Одним із детективних творів письменника є роман «Останній вихід Шейлока», дія в якому відбувається в єврейському гетто під час Другої світової війни, де усі герої є євреями, а в кінці роману і детектив, і свідки, та й убивця, опиняються в Освенцімі. Серед фантастичних творів, які написані Клугером в Ізраїлі, найвідомішими є написаний ним у співавторстві з Олександром Рибалкою роман «Тисяча років у борг» та самостійно написаний роман «Та, що літає в Темних Покоях, та, що Приходить Уночі».
Окрім написання прозових творів, Даніель Клугер є відомим у Ізраїлі поетом та виконавцем авторської пісні. Він видав кілька збірок віршів російською мовою. Даніель Клугер також записав сім дисків своїх авторських пісень під назвою «Єврейські балади», та постійно виступає із концертами як у Ізраїлі, так і у США, Україні, Росії. Також Даніель Клугер займається літературним перекладом, зокрема він переклав російською мовою вірші французького поета Франсуа Війона. Даніель Клугер також є членом Ізраїльської федерації союзів письменників та є іноземним членом Британської Асоціації письменників кримінального жанру.

## Особисте життя
Даніель Клугер одружений. його син є відомим у Ізраїлі сходознавцем і перекладачем з англійської мови та івриту.

## Переклади
Твори Даніеля Клугера перекладені багатьма мовами світу, зокрема англійською, естонською, білоруською мовами. Українською мовою перекладені ряд фантастичних оповідань автора, а також ряд поетичних творів Клугера. опублікованих в україномовному ізраїльському журналі «Соборність». .

### Романи
- 1998 — Смерть в Кесарии
- 1999 — Убийственный маскарад
- 2001 — Тысяча лет в долг (у співавторстві з Олександром Рибалкою)
- 2004 — Операция «Диббук»
- 2005 — Последний выход Шейлока
- 2006 — Двадцатая рапсодия Листа (у співавторстві з Віталієм Бабенком)
- 2007 — Мушкетёр [Подлинная история Исаака де Порту, служившего в мушкетёрской роте его величества Людовика XIII, под именем Портос]
- 2007 — Четвёртая жертва сирени (у співавторстві з Віталієм Бабенком)
- 2013 — Летающая В Тёмных Покоях, Приходящая В Ночи

### Повісті
- 1982 — Савмак
- 1988 — Волчонок
- 1988 — Нить
- 1995 — Двойное отражение, или Эпизоды иной жизни Александра Грибоедова
- 1995 — Сатанинская пристань
- 1995 — Суд и расчёт
- 1995 — Чайки над Кремлём
- 1998 — Непредсказанное убийство
- 1998 — Новые времена
- 1998 — Охота на компаньонов
- 1998 — Тщательно проведённое расследование
- 2001 — Призрачный убийца
- 2002 — Убийственный призрак счастья
- 2003 — Дело о вещих снах
- 2003 — Дело о показаниях покойника
- 2003 — Дело об убийстве в винограднике
- 2003 — Дело об украденном саркофаге
- 2006 — Череп Шерлока Холмса (у співавторстві з Олександром Рибалкою)
- 2010 — Поединок в Лорбрульгруде
- 2011 — Похождения картёжника
- 2017 — Повесть о Лейзере
- 2017 — Цена любви

### Оповідання
- 1979 — Трагическая гибель г-на Кауфмана, коммерсанта
- 1983 — Чёрный ветер
- 1984 — Невероятное приключение капитана Ван-Страатена
- 1986 — Компьютер по кличке «Кровавый Пёс»
- 1988 — Очень древний каменный век
- 1990 — Деревенские развлечения
- 1990 — Инцидент
- 1990 — Как наше слово отзовётся
- 1990 — Свет мой, зеркальце…
- 1990 — Сорок тысяч принцев
- 1991 — Сомнительная история
- 1992 — Лебединая песня
- 1994 — Шум времени
- 2000 — Неприкаянная душа
- 2000 — Ночь Преображения
- 2000 — Театральный вечер
- 2004 — Летающая в тёмных покоях
- 2004 — Минья
- 2004 — Осквернитель снов
- 2004 — Хлеб и соль
- 2006 — Розовые слоны Ганнибала
- 2009 — Велвл Байер и его синагога
- 2013 — Тайна старой усадьбы
- 2017 — Трепет чёрных крыльев
- 2018 — Бухарест, фотостудия Давида Фридмана
- 2018 — Из Энска в Энск и обратно
- 2018 — Искренне ваш, Шейлок
- 2018 — Служение и суета